# Liste des planètes mineures (750001-751000)
Voici la liste des planètes mineures numérotées de 750001 à 751000. Les planètes mineures sont numérotées lorsque leur orbite est confirmée, ce qui peut parfois se produire longtemps après leur découverte. Elles sont classées ici par leur numéro.

## Planètes mineures 750001 à 751000
- (750001) 2014 QA322
- (750002) 2014 QM326
- (750003) 2014 QT326
- (750004) 2014 QU326
- (750005) 2014 QY326
- (750006) 2014 QR327
- (750007) 2014 QX327
- (750008) 2014 QH332
- (750009) 2014 QP333
- (750010) 2014 QH334
- (750011) 2014 QC336
- (750012) 2014 QW336
- (750013) 2014 QM339
- (750014) 2014 QF340
- (750015) 2014 QP340
- (750016) 2014 QK341
- (750017) 2014 QK349
- (750018) 2014 QO351
- (750019) 2014 QE355
- (750020) 2014 QM355
- (750021) 2014 QQ355
- (750022) 2014 QH359
- (750023) 2014 QF361
- (750024) 2014 QK363
- (750025) 2014 QX366
- (750026) 2014 QX368
- (750027) 2014 QV370
- (750028) 2014 QL371
- (750029) 2014 QF372
- (750030) 2014 QF374
- (750031) 2014 QZ374
- (750032) Jinca
- (750033) 2014 QG375
- (750034) 2014 QN376
- (750035) 2014 QF377
- (750036) 2014 QT377
- (750037) 2014 QF383
- (750038) 2014 QU388
- (750039) 2014 QM389
- (750040) 2014 QR391
- (750041) 2014 QS394
- (750042) 2014 QG395
- (750043) 2014 QS400
- (750044) 2014 QT400
- (750045) 2014 QK404
- (750046) 2014 QQ405
- (750047) 2014 QZ409
- (750048) 2014 QC411
- (750049) 2014 QG411
- (750050) 2014 QR411
- (750051) 2014 QU418
- (750052) 2014 QU419
- (750053) 2014 QJ423
- (750054) 2014 QH424
- (750055) 2014 QX424
- (750056) 2014 QT425
- (750057) 2014 QV425
- (750058) 2014 QL426
- (750059) 2014 QM427
- (750060) 2014 QB428
- (750061) 2014 QU432
- (750062) 2014 QH445
- (750063) 2014 QB446
- (750064) 2014 QF448
- (750065) 2014 QM451
- (750066) 2014 QX451
- (750067) 2014 QA452
- (750068) 2014 QG452
- (750069) 2014 QK453
- (750070) 2014 QP455
- (750071) 2014 QS456
- (750072) 2014 QB458
- (750073) 2014 QX459
- (750074) 2014 QD460
- (750075) 2014 QB461
- (750076) 2014 QF461
- (750077) 2014 QR461
- (750078) 2014 QB462
- (750079) 2014 QU462
- (750080) 2014 QJ463
- (750081) 2014 QU463
- (750082) 2014 QV463
- (750083) 2014 QZ463
- (750084) 2014 QO465
- (750085) 2014 QR466
- (750086) 2014 QN467
- (750087) 2014 QT467
- (750088) 2014 QV470
- (750089) 2014 QW470
- (750090) 2014 QZ470
- (750091) 2014 QS471
- (750092) 2014 QM473
- (750093) 2014 QA474
- (750094) 2014 QZ475
- (750095) 2014 QQ477
- (750096) 2014 QJ479
- (750097) 2014 QJ481
- (750098) 2014 QR492
- (750099) 2014 QU492
- (750100) 2014 QK494
- (750101) 2014 QX495
- (750102) 2014 QM497
- (750103) 2014 QH500
- (750104) 2014 QL503
- (750105) 2014 QS504
- (750106) 2014 QE506
- (750107) 2014 QH507
- (750108) 2014 QK511
- (750109) 2014 QG515
- (750110) 2014 QM525
- (750111) 2014 QQ525
- (750112) 2014 QF547
- (750113) 2014 QL566
- (750114) 2014 QW566
- (750115) 2014 RE1
- (750116) 2014 RG5
- (750117) 2014 RK8
- (750118) 2014 RZ8
- (750119) 2014 RD12
- (750120) 2014 RE12
- (750121) 2014 RT13
- (750122) 2014 RJ18
- (750123) 2014 RX18
- (750124) 2014 RJ22
- (750125) 2014 RW26
- (750126) 2014 RF36
- (750127) 2014 RJ36
- (750128) 2014 RW39
- (750129) 2014 RY39
- (750130) 2014 RR40
- (750131) 2014 RZ40
- (750132) 2014 RH41
- (750133) 2014 RF43
- (750134) 2014 RH43
- (750135) 2014 RX43
- (750136) 2014 RA45
- (750137) 2014 RJ45
- (750138) 2014 RM45
- (750139) 2014 RJ48
- (750140) 2014 RT49
- (750141) 2014 RW49
- (750142) 2014 RD51
- (750143) 2014 RJ54
- (750144) 2014 RZ54
- (750145) 2014 RE55
- (750146) 2014 RK62
- (750147) 2014 RP67
- (750148) 2014 RA68
- (750149) 2014 RT69
- (750150) 2014 RC71
- (750151) 2014 RQ71
- (750152) 2014 RL79
- (750153) 2014 SD
- (750154) 2014 SB5
- (750155) 2014 SU5
- (750156) 2014 SJ6
- (750157) 2014 SK8
- (750158) 2014 SX13
- (750159) 2014 SL20
- (750160) 2014 SJ30
- (750161) 2014 SP31
- (750162) 2014 SA33
- (750163) 2014 SN39
- (750164) 2014 SH40
- (750165) 2014 SW40
- (750166) 2014 SR48
- (750167) 2014 SO49
- (750168) 2014 SE51
- (750169) 2014 SE53
- (750170) 2014 SB55
- (750171) 2014 SZ56
- (750172) 2014 SG63
- (750173) 2014 SO64
- (750174) 2014 SY64
- (750175) 2014 SC65
- (750176) 2014 SH65
- (750177) 2014 SL65
- (750178) 2014 SS65
- (750179) 2014 SH66
- (750180) 2014 SL66
- (750181) 2014 SX68
- (750182) 2014 SQ71
- (750183) 2014 SY71
- (750184) 2014 SH72
- (750185) 2014 SK72
- (750186) 2014 SQ75
- (750187) 2014 SE76
- (750188) 2014 SO78
- (750189) 2014 SF81
- (750190) 2014 SY81
- (750191) 2014 SC84
- (750192) 2014 SJ87
- (750193) 2014 ST94
- (750194) 2014 ST102
- (750195) 2014 SK105
- (750196) 2014 SM106
- (750197) 2014 SV107
- (750198) 2014 SZ117
- (750199) 2014 SO118
- (750200) 2014 SK119
- (750201) 2014 SB122
- (750202) 2014 SL124
- (750203) 2014 SY125
- (750204) 2014 SK131
- (750205) 2014 SZ154
- (750206) 2014 SH158
- (750207) 2014 SL158
- (750208) 2014 SF164
- (750209) 2014 SF166
- (750210) 2014 SU166
- (750211) 2014 SO171
- (750212) 2014 ST171
- (750213) 2014 SD173
- (750214) 2014 SG173
- (750215) 2014 SN173
- (750216) 2014 SD177
- (750217) 2014 SD180
- (750218) 2014 SU182
- (750219) 2014 SG186
- (750220) 2014 SO187
- (750221) 2014 SA189
- (750222) 2014 SA192
- (750223) 2014 SF192
- (750224) 2014 SE195
- (750225) 2014 SY196
- (750226) 2014 ST201
- (750227) 2014 SY207
- (750228) 2014 SY209
- (750229) 2014 SJ210
- (750230) 2014 SN213
- (750231) 2014 SB214
- (750232) 2014 SG218
- (750233) 2014 SM218
- (750234) 2014 SA220
- (750235) 2014 SW226
- (750236) 2014 SF228
- (750237) 2014 SH228
- (750238) 2014 ST229
- (750239) 2014 SS230
- (750240) 2014 SS232
- (750241) 2014 SL247
- (750242) 2014 SS250
- (750243) 2014 SM251
- (750244) 2014 SA254
- (750245) 2014 SU254
- (750246) 2014 SQ256
- (750247) 2014 SF259
- (750248) 2014 SK261
- (750249) 2014 SU266
- (750250) 2014 SO267
- (750251) 2014 SZ269
- (750252) 2014 SS270
- (750253) 2014 SW278
- (750254) 2014 SJ280
- (750255) 2014 SM282
- (750256) 2014 SQ282
- (750257) 2014 SY284
- (750258) 2014 SQ285
- (750259) 2014 SF286
- (750260) 2014 SB288
- (750261) 2014 SA290
- (750262) 2014 SM294
- (750263) 2014 SH295
- (750264) 2014 SG296
- (750265) 2014 SK298
- (750266) 2014 SB299
- (750267) 2014 ST301
- (750268) 2014 SW305
- (750269) 2014 SV308
- (750270) 2014 SC311
- (750271) 2014 SG313
- (750272) 2014 SF314
- (750273) 2014 SR318
- (750274) 2014 SJ319
- (750275) 2014 SC321
- (750276) 2014 SD326
- (750277) 2014 SJ328
- (750278) 2014 SE329
- (750279) 2014 SZ332
- (750280) 2014 SQ335
- (750281) 2014 SJ342
- (750282) 2014 SX342
- (750283) 2014 SE343
- (750284) 2014 SH347
- (750285) 2014 SL347
- (750286) 2014 SD348
- (750287) 2014 SG348
- (750288) 2014 ST353
- (750289) 2014 SJ359
- (750290) 2014 SQ359
- (750291) 2014 SX359
- (750292) 2014 SX360
- (750293) 2014 SP361
- (750294) 2014 SX362
- (750295) 2014 SW364
- (750296) 2014 SO365
- (750297) 2014 SC375
- (750298) 2014 SJ383
- (750299) 2014 SX387
- (750300) 2014 SR390
- (750301) 2014 SX399
- (750302) 2014 SX409
- (750303) 2014 TV1
- (750304) 2014 TD3
- (750305) 2014 TV5
- (750306) 2014 TN6
- (750307) 2014 TQ6
- (750308) 2014 TX6
- (750309) 2014 TG7
- (750310) 2014 TP8
- (750311) 2014 TL9
- (750312) 2014 TM9
- (750313) 2014 TS10
- (750314) 2014 TP12
- (750315) 2014 TM13
- (750316) 2014 TG14
- (750317) 2014 TK14
- (750318) 2014 TU14
- (750319) 2014 TQ17
- (750320) 2014 TR17
- (750321) 2014 TW18
- (750322) 2014 TD19
- (750323) 2014 TH19
- (750324) 2014 TX19
- (750325) 2014 TP21
- (750326) 2014 TJ22
- (750327) 2014 TS27
- (750328) 2014 TU27
- (750329) 2014 TN30
- (750330) 2014 TL33
- (750331) 2014 TA41
- (750332) 2014 TS42
- (750333) 2014 TP43
- (750334) 2014 TL46
- (750335) 2014 TU47
- (750336) 2014 TS52
- (750337) 2014 TW54
- (750338) 2014 TE60
- (750339) 2014 TW63
- (750340) 2014 TY67
- (750341) 2014 TO69
- (750342) 2014 TB70
- (750343) 2014 TU70
- (750344) 2014 TP71
- (750345) 2014 TT71
- (750346) 2014 TD72
- (750347) 2014 TE74
- (750348) 2014 TT76
- (750349) 2014 TE78
- (750350) 2014 TJ80
- (750351) 2014 TQ80
- (750352) 2014 TJ81
- (750353) 2014 TG86
- (750354) 2014 TB89
- (750355) 2014 TJ89
- (750356) 2014 TQ89
- (750357) 2014 TZ89
- (750358) 2014 TF90
- (750359) 2014 TK90
- (750360) 2014 TX90
- (750361) 2014 TD92
- (750362) 2014 TX92
- (750363) 2014 TY92
- (750364) 2014 TF93
- (750365) 2014 TU93
- (750366) 2014 TC95
- (750367) 2014 TQ95
- (750368) 2014 TH96
- (750369) 2014 TB98
- (750370) 2014 TP110
- (750371) 2014 TQ112
- (750372) 2014 TB117
- (750373) 2014 TC118
- (750374) 2014 TD123
- (750375) 2014 UE1
- (750376) 2014 UG2
- (750377) 2014 UY4
- (750378) 2014 UZ5
- (750379) 2014 UG12
- (750380) 2014 UQ17
- (750381) 2014 UK21
- (750382) 2014 UL23
- (750383) 2014 UR26
- (750384) 2014 UX26
- (750385) 2014 UK30
- (750386) 2014 UB33
- (750387) 2014 UB35
- (750388) 2014 UJ39
- (750389) 2014 UD42
- (750390) 2014 UF42
- (750391) 2014 UE44
- (750392) 2014 UH46
- (750393) 2014 UZ46
- (750394) 2014 UF47
- (750395) 2014 UL48
- (750396) 2014 UA49
- (750397) 2014 UP49
- (750398) 2014 UZ52
- (750399) 2014 UR53
- (750400) 2014 UE54
- (750401) 2014 UE56
- (750402) 2014 UC57
- (750403) 2014 UN57
- (750404) 2014 UB59
- (750405) 2014 UH64
- (750406) 2014 UN64
- (750407) 2014 UT64
- (750408) 2014 UV64
- (750409) 2014 UH66
- (750410) 2014 UV66
- (750411) 2014 UC68
- (750412) 2014 UL70
- (750413) 2014 UU73
- (750414) 2014 UM84
- (750415) 2014 UO85
- (750416) 2014 UR88
- (750417) 2014 UE89
- (750418) 2014 UM92
- (750419) 2014 UQ92
- (750420) 2014 UT98
- (750421) 2014 UX98
- (750422) 2014 UF100
- (750423) 2014 UK100
- (750424) 2014 UP100
- (750425) 2014 UW100
- (750426) 2014 UB102
- (750427) 2014 UP103
- (750428) 2014 UO105
- (750429) 2014 UM111
- (750430) 2014 UH113
- (750431) 2014 UX113
- (750432) 2014 UB115
- (750433) 2014 UR115
- (750434) 2014 UT115
- (750435) 2014 UD119
- (750436) 2014 UZ120
- (750437) 2014 UV122
- (750438) 2014 UF134
- (750439) 2014 UV135
- (750440) 2014 UX138
- (750441) 2014 UP140
- (750442) 2014 UQ140
- (750443) 2014 UF145
- (750444) 2014 UZ147
- (750445) 2014 UK151
- (750446) 2014 UV152
- (750447) 2014 UW152
- (750448) 2014 UG153
- (750449) 2014 UO162
- (750450) 2014 UV162
- (750451) 2014 UT165
- (750452) 2014 UN167
- (750453) 2014 UQ169
- (750454) 2014 UG170
- (750455) 2014 UX179
- (750456) 2014 UV180
- (750457) 2014 UH182
- (750458) 2014 UR182
- (750459) 2014 UE183
- (750460) 2014 UR184
- (750461) 2014 UU186
- (750462) 2014 UC190
- (750463) 2014 UW191
- (750464) 2014 UP192
- (750465) 2014 UD201
- (750466) 2014 UD202
- (750467) 2014 UH202
- (750468) 2014 UP203
- (750469) 2014 UR205
- (750470) 2014 UY212
- (750471) 2014 UD213
- (750472) 2014 UF216
- (750473) 2014 UE220
- (750474) 2014 UH220
- (750475) 2014 UY221
- (750476) 2014 UG222
- (750477) 2014 UP225
- (750478) 2014 UE227
- (750479) 2014 UZ231
- (750480) 2014 UL232
- (750481) 2014 UJ236
- (750482) 2014 UN236
- (750483) 2014 UB238
- (750484) 2014 UQ238
- (750485) 2014 UO242
- (750486) 2014 UD244
- (750487) 2014 UE245
- (750488) 2014 UM250
- (750489) 2014 UY257
- (750490) 2014 UF258
- (750491) 2014 UW261
- (750492) 2014 UE262
- (750493) 2014 UA263
- (750494) 2014 UB264
- (750495) 2014 VO1
- (750496) 2014 VP2
- (750497) 2014 VO4
- (750498) 2014 VW4
- (750499) 2014 VF6
- (750500) 2014 VL6
- (750501) 2014 VS6
- (750502) 2014 VU8
- (750503) 2014 VG11
- (750504) 2014 VR12
- (750505) 2014 VL14
- (750506) 2014 VG16
- (750507) 2014 VB17
- (750508) 2014 VK17
- (750509) 2014 VD20
- (750510) 2014 VB21
- (750511) 2014 VB23
- (750512) 2014 VK26
- (750513) 2014 VU27
- (750514) 2014 VW31
- (750515) 2014 VZ32
- (750516) 2014 VX35
- (750517) 2014 VD42
- (750518) 2014 WG2
- (750519) 2014 WT4
- (750520) 2014 WD5
- (750521) 2014 WZ5
- (750522) 2014 WE10
- (750523) 2014 WS16
- (750524) 2014 WA17
- (750525) 2014 WN19
- (750526) 2014 WO21
- (750527) 2014 WF22
- (750528) 2014 WG24
- (750529) 2014 WC26
- (750530) 2014 WW26
- (750531) 2014 WH29
- (750532) 2014 WN32
- (750533) 2014 WQ38
- (750534) 2014 WD39
- (750535) 2014 WT42
- (750536) 2014 WV43
- (750537) 2014 WF47
- (750538) 2014 WX49
- (750539) 2014 WS50
- (750540) 2014 WH52
- (750541) 2014 WX52
- (750542) 2014 WJ53
- (750543) 2014 WS61
- (750544) 2014 WJ63
- (750545) 2014 WM63
- (750546) 2014 WF64
- (750547) 2014 WD66
- (750548) 2014 WM66
- (750549) 2014 WR68
- (750550) 2014 WL69
- (750551) 2014 WL71
- (750552) 2014 WW71
- (750553) 2014 WY71
- (750554) 2014 WC79
- (750555) 2014 WG85
- (750556) 2014 WS86
- (750557) 2014 WB87
- (750558) 2014 WH92
- (750559) 2014 WK95
- (750560) 2014 WY97
- (750561) 2014 WF99
- (750562) 2014 WP105
- (750563) 2014 WD106
- (750564) 2014 WH107
- (750565) 2014 WK114
- (750566) 2014 WR115
- (750567) 2014 WH116
- (750568) 2014 WR116
- (750569) 2014 WJ119
- (750570) 2014 WZ123
- (750571) 2014 WQ125
- (750572) 2014 WG126
- (750573) 2014 WJ126
- (750574) 2014 WZ131
- (750575) 2014 WA134
- (750576) 2014 WO139
- (750577) 2014 WH140
- (750578) 2014 WS141
- (750579) 2014 WE143
- (750580) 2014 WH143
- (750581) 2014 WD144
- (750582) 2014 WH149
- (750583) 2014 WR151
- (750584) 2014 WV155
- (750585) 2014 WP158
- (750586) 2014 WU161
- (750587) 2014 WZ161
- (750588) 2014 WH162
- (750589) 2014 WN164
- (750590) 2014 WK172
- (750591) 2014 WV173
- (750592) 2014 WH174
- (750593) 2014 WK174
- (750594) Cîrstea
- (750595) 2014 WH179
- (750596) 2014 WJ182
- (750597) 2014 WC184
- (750598) 2014 WQ184
- (750599) 2014 WP185
- (750600) 2014 WD188
- (750601) 2014 WN188
- (750602) 2014 WL197
- (750603) 2014 WN199
- (750604) 2014 WR199
- (750605) 2014 WW200
- (750606) 2014 WB202
- (750607) 2014 WJ203
- (750608) 2014 WF211
- (750609) 2014 WZ212
- (750610) 2014 WW214
- (750611) 2014 WA216
- (750612) 2014 WY218
- (750613) 2014 WL219
- (750614) 2014 WZ219
- (750615) 2014 WU225
- (750616) 2014 WJ230
- (750617) 2014 WT233
- (750618) 2014 WX233
- (750619) 2014 WO234
- (750620) 2014 WY239
- (750621) 2014 WJ240
- (750622) 2014 WG244
- (750623) 2014 WP246
- (750624) 2014 WT246
- (750625) 2014 WV247
- (750626) 2014 WN250
- (750627) 2014 WT250
- (750628) 2014 WW250
- (750629) 2014 WX257
- (750630) 2014 WV262
- (750631) 2014 WK266
- (750632) 2014 WM267
- (750633) 2014 WF274
- (750634) 2014 WB276
- (750635) 2014 WV276
- (750636) 2014 WX282
- (750637) 2014 WO284
- (750638) 2014 WK285
- (750639) 2014 WJ286
- (750640) 2014 WS293
- (750641) 2014 WZ293
- (750642) 2014 WO297
- (750643) 2014 WL302
- (750644) 2014 WS303
- (750645) 2014 WT303
- (750646) 2014 WY306
- (750647) 2014 WC307
- (750648) 2014 WW308
- (750649) 2014 WL310
- (750650) 2014 WP310
- (750651) 2014 WK312
- (750652) 2014 WV312
- (750653) 2014 WM322
- (750654) 2014 WZ322
- (750655) 2014 WR327
- (750656) 2014 WV333
- (750657) 2014 WH336
- (750658) 2014 WT337
- (750659) 2014 WU337
- (750660) 2014 WS338
- (750661) 2014 WL341
- (750662) 2014 WA344
- (750663) 2014 WT346
- (750664) 2014 WF348
- (750665) 2014 WY348
- (750666) 2014 WL350
- (750667) 2014 WM351
- (750668) 2014 WB352
- (750669) 2014 WR353
- (750670) 2014 WJ354
- (750671) 2014 WW355
- (750672) 2014 WR356
- (750673) 2014 WG358
- (750674) 2014 WK361
- (750675) 2014 WS364
- (750676) 2014 WN369
- (750677) 2014 WT369
- (750678) 2014 WA372
- (750679) 2014 WP373
- (750680) 2014 WO378
- (750681) 2014 WE381
- (750682) 2014 WV382
- (750683) 2014 WR383
- (750684) 2014 WV383
- (750685) 2014 WN386
- (750686) 2014 WD390
- (750687) 2014 WU392
- (750688) 2014 WH395
- (750689) 2014 WO396
- (750690) 2014 WW397
- (750691) 2014 WY398
- (750692) 2014 WY400
- (750693) 2014 WO404
- (750694) 2014 WA408
- (750695) 2014 WP408
- (750696) 2014 WS422
- (750697) 2014 WF427
- (750698) 2014 WA434
- (750699) 2014 WZ434
- (750700) 2014 WV435
- (750701) 2014 WB437
- (750702) 2014 WB438
- (750703) 2014 WL441
- (750704) 2014 WM444
- (750705) 2014 WW446
- (750706) 2014 WD449
- (750707) 2014 WE449
- (750708) 2014 WX450
- (750709) 2014 WF453
- (750710) 2014 WB455
- (750711) 2014 WZ455
- (750712) 2014 WX457
- (750713) 2014 WL464
- (750714) 2014 WS464
- (750715) 2014 WP465
- (750716) 2014 WE466
- (750717) 2014 WL466
- (750718) 2014 WD470
- (750719) 2014 WF470
- (750720) 2014 WA472
- (750721) 2014 WT474
- (750722) 2014 WV474
- (750723) 2014 WC475
- (750724) 2014 WQ477
- (750725) 2014 WU482
- (750726) 2014 WE486
- (750727) 2014 WZ486
- (750728) 2014 WY487
- (750729) 2014 WM488
- (750730) 2014 WV488
- (750731) 2014 WE489
- (750732) 2014 WM490
- (750733) 2014 WG494
- (750734) 2014 WO505
- (750735) 2014 WB506
- (750736) 2014 WT511
- (750737) 2014 WU514
- (750738) 2014 WQ515
- (750739) 2014 WU515
- (750740) 2014 WX517
- (750741) 2014 WC519
- (750742) 2014 WD519
- (750743) 2014 WO519
- (750744) 2014 WK520
- (750745) 2014 WS520
- (750746) 2014 WB521
- (750747) 2014 WV521
- (750748) 2014 WG522
- (750749) 2014 WT524
- (750750) 2014 WC526
- (750751) 2014 WP526
- (750752) 2014 WS527
- (750753) 2014 WB528
- (750754) 2014 WP530
- (750755) 2014 WT531
- (750756) 2014 WB533
- (750757) 2014 WF533
- (750758) 2014 WQ533
- (750759) 2014 WF534
- (750760) 2014 WO534
- (750761) 2014 WA535
- (750762) 2014 WD535
- (750763) 2014 WR535
- (750764) 2014 WY537
- (750765) 2014 WC538
- (750766) 2014 WA539
- (750767) 2014 WB543
- (750768) 2014 WA544
- (750769) 2014 WL544
- (750770) 2014 WN544
- (750771) 2014 WO544
- (750772) 2014 WD545
- (750773) 2014 WJ545
- (750774) 2014 WE546
- (750775) 2014 WK547
- (750776) 2014 WP548
- (750777) 2014 WT548
- (750778) 2014 WH551
- (750779) 2014 WK553
- (750780) 2014 WN556
- (750781) 2014 WC561
- (750782) 2014 WN562
- (750783) 2014 WX562
- (750784) 2014 WD568
- (750785) 2014 WW568
- (750786) 2014 WY569
- (750787) 2014 WT570
- (750788) 2014 WD573
- (750789) 2014 WA574
- (750790) 2014 WN574
- (750791) 2014 WS574
- (750792) 2014 WR575
- (750793) 2014 WO578
- (750794) 2014 WP584
- (750795) 2014 WZ589
- (750796) 2014 WE591
- (750797) 2014 WX591
- (750798) 2014 WD592
- (750799) 2014 WE595
- (750800) 2014 WV595
- (750801) 2014 WF596
- (750802) 2014 XV1
- (750803) 2014 XF5
- (750804) 2014 XY5
- (750805) 2014 XE7
- (750806) 2014 XF7
- (750807) 2014 XT9
- (750808) 2014 XO11
- (750809) 2014 XP11
- (750810) 2014 XY14
- (750811) 2014 XB21
- (750812) 2014 XH21
- (750813) 2014 XL21
- (750814) 2014 XT23
- (750815) 2014 XO25
- (750816) 2014 XV28
- (750817) 2014 XC32
- (750818) 2014 XU32
- (750819) 2014 XQ33
- (750820) 2014 XG40
- (750821) 2014 XM41
- (750822) 2014 XW41
- (750823) 2014 XJ44
- (750824) 2014 XX44
- (750825) 2014 XB45
- (750826) 2014 XU50
- (750827) 2014 XQ51
- (750828) 2014 XL53
- (750829) 2014 YF2
- (750830) 2014 YW4
- (750831) 2014 YR6
- (750832) 2014 YM7
- (750833) 2014 YM10
- (750834) 2014 YB13
- (750835) 2014 YN14
- (750836) 2014 YD17
- (750837) 2014 YZ18
- (750838) 2014 YE19
- (750839) 2014 YJ20
- (750840) 2014 YF21
- (750841) 2014 YX21
- (750842) 2014 YZ21
- (750843) 2014 YJ22
- (750844) 2014 YA23
- (750845) 2014 YU23
- (750846) 2014 YL28
- (750847) 2014 YB29
- (750848) 2014 YO33
- (750849) 2014 YP35
- (750850) 2014 YG38
- (750851) 2014 YU44
- (750852) 2014 YQ51
- (750853) 2014 YX51
- (750854) 2014 YJ55
- (750855) 2014 YF56
- (750856) 2014 YY58
- (750857) 2014 YF59
- (750858) 2014 YS59
- (750859) 2014 YX59
- (750860) 2014 YM60
- (750861) 2014 YT60
- (750862) 2014 YD62
- (750863) 2014 YD64
- (750864) 2014 YT67
- (750865) 2014 YA68
- (750866) 2014 YW72
- (750867) 2014 YM73
- (750868) 2014 YB75
- (750869) 2014 YT76
- (750870) 2014 YV77
- (750871) 2014 YR80
- (750872) 2014 YH82
- (750873) 2014 YS84
- (750874) 2015 AD1
- (750875) 2015 AG7
- (750876) 2015 AN7
- (750877) 2015 AY7
- (750878) 2015 AR8
- (750879) 2015 AT12
- (750880) 2015 AU13
- (750881) 2015 AF14
- (750882) 2015 AJ18
- (750883) 2015 AU18
- (750884) 2015 AB19
- (750885) 2015 AW20
- (750886) 2015 AF21
- (750887) 2015 AH24
- (750888) 2015 AS24
- (750889) 2015 AX26
- (750890) 2015 AH27
- (750891) 2015 AW27
- (750892) 2015 AA28
- (750893) 2015 AO29
- (750894) 2015 AX30
- (750895) 2015 AZ31
- (750896) 2015 AB32
- (750897) 2015 AX32
- (750898) 2015 AB33
- (750899) 2015 AV33
- (750900) 2015 AU34
- (750901) 2015 AG37
- (750902) 2015 AB40
- (750903) 2015 AC40
- (750904) 2015 AH40
- (750905) 2015 AL44
- (750906) 2015 AH48
- (750907) 2015 AF54
- (750908) 2015 AH54
- (750909) 2015 AD55
- (750910) 2015 AL55
- (750911) 2015 AW55
- (750912) 2015 AX55
- (750913) 2015 AR56
- (750914) 2015 AT57
- (750915) 2015 AL59
- (750916) 2015 AM59
- (750917) 2015 AN60
- (750918) 2015 AA61
- (750919) 2015 AL61
- (750920) 2015 AB65
- (750921) 2015 AH71
- (750922) 2015 AM74
- (750923) 2015 AO74
- (750924) 2015 AZ84
- (750925) 2015 AB92
- (750926) 2015 AA99
- (750927) 2015 AS99
- (750928) 2015 AG100
- (750929) 2015 AW101
- (750930) 2015 AT102
- (750931) 2015 AG107
- (750932) 2015 AB108
- (750933) 2015 AA110
- (750934) 2015 AA113
- (750935) 2015 AK113
- (750936) 2015 AR113
- (750937) 2015 AU115
- (750938) 2015 AC119
- (750939) 2015 AZ122
- (750940) 2015 AJ128
- (750941) 2015 AL131
- (750942) 2015 AW133
- (750943) 2015 AA134
- (750944) 2015 AJ138
- (750945) 2015 AN138
- (750946) 2015 AS151
- (750947) 2015 AG152
- (750948) 2015 AF153
- (750949) 2015 AJ155
- (750950) 2015 AH157
- (750951) 2015 AG160
- (750952) 2015 AD165
- (750953) 2015 AY166
- (750954) 2015 AC167
- (750955) 2015 AM168
- (750956) 2015 AN168
- (750957) 2015 AC173
- (750958) 2015 AH173
- (750959) 2015 AD174
- (750960) 2015 AC177
- (750961) 2015 AE179
- (750962) 2015 AH179
- (750963) 2015 AQ182
- (750964) 2015 AU185
- (750965) 2015 AO186
- (750966) 2015 AK187
- (750967) 2015 AJ188
- (750968) 2015 AS188
- (750969) 2015 AK189
- (750970) 2015 AB191
- (750971) 2015 AY193
- (750972) 2015 AN197
- (750973) 2015 AQ199
- (750974) 2015 AT199
- (750975) 2015 AY199
- (750976) 2015 AN200
- (750977) 2015 AP201
- (750978) 2015 AH206
- (750979) 2015 AJ207
- (750980) 2015 AN207
- (750981) 2015 AV208
- (750982) 2015 AN212
- (750983) 2015 AF217
- (750984) 2015 AZ217
- (750985) 2015 AP219
- (750986) 2015 AT219
- (750987) 2015 AY219
- (750988) 2015 AH223
- (750989) 2015 AZ227
- (750990) 2015 AW228
- (750991) 2015 AX243
- (750992) 2015 AQ246
- (750993) 2015 AM247
- (750994) 2015 AW248
- (750995) 2015 AZ252
- (750996) 2015 AG253
- (750997) 2015 AX254
- (750998) 2015 AH255
- (750999) 2015 AQ255
- (751000) 2015 AD256